# Brassói papírmalom
A brassói papírmalom Délkelet-Európa elsőként, a Magyar Királyság másodikként alapított papírmalma volt. 1546-ban kezdte meg működését, és 1600-ban semmisült meg. Alapításának eredeti célja az volt, hogy ellássa Johannes Honterus nyomdáját, de fennállása során Erdély, Havasalföld, Moldva papírszükségletének nagy részét is kielégítette.
A malom Brassótól hét kilométerre északra, a mai Méhkertek területén, a Vidombák patak mellett helyezkedett el (Orbán Balázs szerint „hol most Dr. Plecher méhes kertje van”), ezért vidombáki papírmalomként is ismerték.

## Története

### Alapítása
A Magyar Királyságban egészen a 16. századig mérsékelt volt a papírfogyasztás, és az igényeket az import is kielégítette; a reformáció és a kulturális fejlődés következtében azonban megnőtt a nyomtatott termékek – és így a papír – utáni kereslet. A mohácsi csata és az azt követő belháború következtében elszigetelt Erdély önellátásra kényszerülve helyi nyomdákat alapított: 1528-ban Nagyszebenben, 1539-ben Brassóban létesültek nyomdák. Ennek következtében a papír iránti igény ugrásszerűen nőtt, kedvező feltételeket biztosítva egy papírmalom alapításához.
A malom alapításának ötlete Johannes Honterusé volt, a tervet két tehetős és bőkezű támogatója, Johannes Fuchs és ifj. Johannes Benkner városbírók valósították meg. Fuchs és Benkner kiterjedt üzleti kapcsolatai Krakkóig is elértek, ahol már 1493-tól gyártottak papírt, és ahol 1530-ban Honterus is megfordult, így a krakkóiaktól kértek segítséget.
A brassói számadások szerint 1545. február 19-én 25 forintért telket vásároltak a Vidombák mellett a malom számára. Február 25-én Johannes Hokkerman balicei papírkészítő „üdvözlőpénzt” (Wilkommensgeld) kapott a várostól. 1546. március 7-én Hokkerman bemutatta a bírónak és a tanácsnak az első Brassóban készült papírt, mely alkalomból két forint jutalmat kapott a várostól. Munkája végeztével, 1546 novemberében hazatért Krakkóba.

### Működése
Az első vízjel Brassó koronás-gyökeres címerét ábrázolta, alatta pedig egy rókát, amely Johannes Fuchs nevére utalt (Fuchs = róka). 1547 második felétől csak a brassói címer jelenik meg vízjelként, így nyilván Fuchs kilépett a vállalkozásból, és Benkner maradt a papírmalom egyedüli tulajdonosa. 1556-ban Benkner lett a királyi udvar és a nagyszebeni tanács szállítója, és a malom kapacitását megkétszerezték, hogy eleget tudjanak tenni az igényeknek. 1556–1561 között a vízjelen a Szapolyai-család farkasa is megjelent.
A brassói papír olcsóbb volt mint a külföldről behozott, így egész Erdélyben, emellett a havasalföldi és moldvai fejedelmi udvarokban is elterjedt, sőt még Lengyelországban és Bulgáriában is használták. A legrégebbről fennmaradt hazai papír a brassói vízjelet viseli (a korábban alapított lőcsei papírmalom termékei nem maradtak fenn). Bár Kolozsváron (1563) és Nagyszebenben (1573) is létesültek papírmalmok, ezek termelése elmaradt a brassóitól.
1561 novemberében Johannes Benkner 1163 forintért eladta a malmot Johann Zipser papírkészítőnek. Zipser részletekben fizette az összeget, azonban 1565-ben, mikor még csak az összeg fele volt törlesztve, Zipser is, Benkner is elhunyt. Johannes Benkner részét legidősebb gyermeke, Agnetha Benkner örökölte, Zipser örököseitől pedig visszavásárolta a fennmaradó részt, így 1568-tól ő volt a malom egyedüli tulajdonosa. Agnetha után fiatalabb testvérei örökölték a malmot: Marcus, David, majd Paulus. Az 1590-es években felújították és kibővítették.

### Pusztulása
Pusztulása a Magyar Királyság területén dúló tizenöt éves háború és az azt követő erdélyi belháború alatt következett be. 1600. augusztus 25-én portyázó csapatok felgyújtották a malmot; ugyancsak a századforduló körül a kolozsvári és a nagyszebeni papírmalom is hasonló sorsra jutott. 1603-ban a malom romjai melletti erdős területen győzte le Radu Șerban havasalföldi fejedelem Székely Mózes seregeit. Paulus Benkner 1609-ben megpróbálta kijavítani az épületeket, de 1611 januárjában Nagy András hajdúkapitány serege ismét felperzselte, 1611 nyarán a hely pedig a Radu Șerban és Báthory Gábor közötti összecsapás helyszíne volt. A malmot többé nem építették újjá, és 1620 után a megmaradt részeket is elbontották, a telket pedig elosztották a Benkner-örökösök között.
Brassóban a 18. század elején kezdődött újra a papírgyártás Lukas Seuler orvos, későbbi városbíró jóvoltából.